# Nikolaj Sjpikovskij
Nikolaj Sjpikovskij, född som Nikolaj Grigorjevitj Sjpikovskij 25 augusti 1897 i Kiev, Kejsardömet Ryssland, död 3 december 1977 i Moskva, Sovjetunionen, var en sovjetisk filmregissör och manusförfattare.

## Filmografi

### Regi
- 1925 - Schackfeber (Шахматная горячка)[2][3]